# Hydrovatus weiri
Hydrovatus weiri är en skalbaggsart som beskrevs av Olof Biström 1997. Hydrovatus weiri ingår i släktet Hydrovatus och familjen dykare. Inga underarter finns listade i Catalogue of Life.